# Hadeel Mohammed Abdeen
Hadeel Mohammed Abdeen (en arabe : هديل محمد عابدين), né en 1992, est un nageur égyptien.

## Carrière
Aux Championnats d'Afrique de natation 2010 à Casablanca, Hadeel Mohammed Abdeen obtient la médaille d'or du 5 kilomètres en eau libre.